# 胡凯里
胡凯里（Hukeri），是印度卡纳塔克邦Belgaum县的一个城镇。总人口19906（2001年）。

## 人口
该地2001年总人口19906人，其中男性10198人，女性9708人；0—6岁人口2718人，其中男1416人，女1302人；识字率63.37%，其中男性为71.73%，女性为54.58%。